# لويس مولر
لويس مولر (بالبرتغالية: Luís Müller‏) (14 فبراير 1961 في البرازيل – )؛ هو لاعب كرة قدم سابق كان يلعب كلاعب وسط.

## وصلات خارجية
- لويس مولر على موقع رابطة كرة القدم اليابانية للمحترفين (اليابانية)
- لويس مولر على موقع Soccerway.com (الإنجليزية)
- لويس مولر على موقع عالم كرة القدم.نت (الإنجليزية)